# Derb Ghallef
 (avril 2011).
Si vous disposez d'ouvrages ou d'articles de référence ou si vous connaissez des sites web de qualité traitant du thème abordé ici, merci de compléter l'article en donnant les références utiles à sa vérifiabilité et en les liant à la section « Notes et références ».
Derb Ghallef est un quartier populaire de  Casablanca, au Maroc. On y trouve le marché joutia, marché essentiellement informel où sont vendus des produits électroniques, ainsi que des contrefaçons à des prix modestes et abordables par la majeure partie de la population marocaine. On y trouve des marchands de meubles, d'habits et du multimédias. Situé en plein centre casablanca dans la plus importante commune de la ville. Le terrain sur lequel se trouve cette joutia appartient à des propriétaires privés. Le marché est illégalement installé sur ordre des autorités de l'époque du fait que l'ancien marché a subi un incendie  est qui s'appelait la joutia de kria. Les commerçants qui était touche se retrouvais installer provisoirement depuis les années 1986 dans se cartier. Aujourd'hui ils sont plus de 4 000 commerçants qui exercent et prospère sans autorisation légale. Les autorités marocaine se trouvent aujourd'hui confronté à un défi puisque le statut marché de derb ghlef est plus ou moins controversé.

## Histoire
Un Mediouni, El Hajj Bou’azza, surnommé Ghallef Amîn (représentant) des commerçants en peaux, possédait de vastes terrains à cet endroit. À sa mort en 1905, son héritage est morcelé et la parcelle sur laquelle se trouve maintenant Derb Ghallef tombe entre les mains de six héritiers. Le plus entreprenant, mais agissant au nom de tous, Mohammed Zemmoûri, commence, pendant la première guerre mondiale, à louer à des Marocains des lots, ou zrîbas, de 36 m2, avec droit de zîna (jouissance), selon la formule employée depuis longtemps à Casablanca. Les locataires se mettent alors à bâtir en dur. 
À la fin de 1919, 52 maisons sont déjà construites. Les services municipaux interviennent alors et font ordonner la démolition par le tribunal du Pacha en 1920. Cette zone est réservée à l’extension de l’habitat européen. Non seulement, l’arrêt n’est pas exécuté, mais les constructions continuent : en 1921, elles se comptent par centaines. Les gens du Derb, pour échapper à la surveillance des agents de la municipalité, travaillent les jours fériés européens et la nuit, à la lueur des torches. Procès-verbaux, amendes, rien n’y fait.
Lors du développement de Derb Ghallef, un espace situé entre ses deux artères longitudinales principales Zemmouri et Lm’dan (à près d’un kilomètre du lieu de la jouteya actuelle), sur une largeur de trois ruelles, a été réservé à un marché, la Souika. Les propriétaires y louent plus cher les boutiques que les habitations. L’activité de plus d’une centaine de commerçants y est intense.

## Organisation et commerce
La jouteya d’avant 1982 et celle d’aujourd’hui ont des configurations différentes. D’un point de vue quantitatif, dans la première, il y avait quelque 700 locaux, dans la seconde il y a 1 387 personnes qui se répartissent de la manière suivante : ils sont 938 à la jouteya même, 449 au marché Salam dit du Selk et 128 qui déposent leurs marchandises régulièrement, en attendant une fixation, mais qui sont connus par la commune, sans parler de ceux qui gravitent en attendant un changement de statut.
D’un point de vue qualitatif, les métiers exercés auparavant ont changé, certains ont disparu, telle la cordonnerie, d’autres se sont transformés, comme la menuiserie et la confection de matelas. De nouveaux métiers sont apparus :
- électronique (téléphones portables, ordinateurs, accessoires de voiture, télévisions et paraboles),
- ameublements (luminaires, meubles pour maison),
- habillement (vêtements, chaussures et lingerie homme),
- autre (bouquiniste, alimentaire...).

## Conflits actuels

### Depuis l'incendie de 1982
En 1982, quelques mois avant l’incendie, des enquêteurs avaient officieusement répertorié les marchands, commerçants et artisans, selon la taille des espaces, l’activité et
un ensemble d’autres indicateurs.
Après l’incendie, les commerçants ont dû prouver leur ancienneté. Une cartographie globale s’est ainsi construite, permettant l’identification de 730 anciens pour lesquels il fallait retrouver un nouvel emplacement.
Les autorités se sont rabattues sur une solution illégale qui a mené au conflit foncier actuel
Derb Ghallef, se trouvait un terrain (celui de la jouteya actuelle) qui appartenait à plus d’une cinquantaine
d’héritiers, dont une grande partie vivait à l’étranger et qui se manifestait peu.
Les 730 anciens ont donc reçu des autorisations provisoires pour s’installer et construire des espaces de commerce sans dalle. Vingt-cinq ans après, la jouteya est toujours sur le même terrain et les héritiers, qui
se sont multipliés depuis, attendent toujours une solution. La formule récurrente qui a donné naissance à Derb Ghallef s’est reproduite.
Le 8 décembre 2023, un violent incendie se déclare dans le quartier de Derb Ghallef.

### L'impasse foncière actuelle[3]
- L’État et la commune du Maârif tirent profit du marché

L’obtention d’une autorisation peut nécessiter selon certains commerçants jusqu’à 250 000 DH, incluant le montant effectif à verser à la commune et la commission d'intermédiaires spécialisés. Cette autorisation est «provisoire» et les pouvoirs publics ont le droit de la suspendre à tout moment.
Ainsi, selon plusieurs sources au sein de la Jouteya, les autorités n’ont aucun intérêt à vider le terrain de ses occupants. En effet, jusqu’à très récemment, la commune percevait un loyer pour chaque commerce. Par la suite, ce loyer a été transformé en taxe communale, laquelle varierait de 50 DH à 100 DH par mois pour chaque commerce, selon sa superficie. À cela, il faut rajouter les recettes versées aux Impôts, car bien qu’il soit connu comme un havre de l’informel, Derb Ghallef contribue bien aux recettes fiscales. Les commerçants acquittent une taxe professionnelle forfaitairement de 500 à 1 200 DH, selon l’activité.
Parallèlement, les propriétaires ne perçoivent ni loyer ni redevance sur l’exploitation de leur terrain
- Le titre mère éclaté illégalement

La parcelle objet du différend est identifiée par le titre foncier n° 4238d. C’est ce terrain qu’ont hérité les propriétaires actuels. Depuis la fin des années 1970, une série d’événements a fini par éclater les 25 hectares en plusieurs titres fonciers, sans que les propriétaires ne jouissent de la totalité de leurs droits.
Les autorités responsables du terrain ont entrepris sur 30 ans entre autres : une procédure d’expropriation, la construction d'une école primaire ou la construction de logements au profit de la direction de la Sûreté nationale. Toutes ces initiatives ont donné suite à des conflits juridiques avec les propriétaires.